# Boulevard (Malecón Tarapacá)
El Boulevard y a veces llamado Boulevard de Iquitos es un barrio perteneciente a la zona sur del Malecón Tarapacá a orillas del río Itaya, el boulevard se encuentra localizado en el centro de la ciudad peruana de Iquitos. Se le considera el punto histórico, cultural y turístico más importante de la ciudad mencionada.
- Datos: Q19060990